# Iron Ridge
Iron Ridge est un village du comté de Dodge, dans l'État du Wisconsin, aux États-Unis. En 2020, il comptait une population de 904 habitants.